# Cantó de Saint-Chamond-Sud
El cantó de Saint-Chamond-Sud és un cantó francès del departament del Loira, situat al districte de Saint-Étienne. Té 1 municipis i el cap és Saint-Chamond.

## Municipis
- Saint-Chamond
- La Valla-en-Gier

## Història
| Data d'elecció                           | Identitat         | Partit | Qualitat |
| ---------------------------------------- | ----------------- | ------ | -------- |
| 1945-1979                                | Antoine Pinay     | CNI    |          |
| 1979-1992                                | Jacques Badet     | PS     |          |
| 1992-1998                                | José-Pierre Simon | RPR    |          |
| 1998-                                    | Marc Lassablière  | PS     |          |
| les dades anteriors no són pas conegudes |                   |        |          |
|                                          |                   |        |          |